# Association norvégienne de botanique
L'Association norvégienne de botanique (Norsk Botanisk Forening) est une société savante norvégienne fondée en 1935 qui comprend aujourd'hui environ mille cinq cents membres et douze filiales. Elle édite la revue scientifique trimestrielle Blyttia et fait paraître en ligne ses archives photographiques concernant les plantes. Son siège est au muséum d'Oslo.

## Présidents
- Kristine Bjureke (2013-)
- Marit Eriksen (2010–2012)
- Mats G. Nettelbladt (2005–2009)
- Even Woldstad Hanssen ( -2004)
- Astrid Skrindo (1998)
- Roger Halvorsen (1993)
- Anders Lundberg (1991–1992)
- Bjørnulf Andreassen (1988)
- Olav Gjærevoll (1987–1990)
- Alfred Granmo (1986–1987)
- Olav Balle (1984–1985)
- Sigmund Sivertsen (1972–1980)
- Leif Ryvarden (1970–1971)
- Rolf Y. Berg (1967–1968)
- Eilif Dahl (1960–1965)
- Ralph Tambs Lyche (1957–1959)
- Georg Hygen (1952–1955)
- Trygve Braarud (1947–1951)
- Erling Christophersen (1941–1945)
- Georg Hygen (1943–1946)
- Johannes Lid (1935- )